# Mostarda (cor)
Mostarda é uma cor amarelo dourado que lembra a cor de mostarda. Ao misturar amarelo, vermelho e azul a cor Mostarda pode ser produzida.